# Budeč (škola)
Budeč byl pokrokový soukromý vzdělávací ústav, který v letech 1839–1848 budoval Karel Slavoj Amerling (1807–1884).

## Amerlingova Budeč

### Odkaz přemyslovské Budče
Vyšší všeobecně vzdělávací školu Budeč založil Karel Slavoj Amerling v roce 1839. Názvem odkazoval na přemyslovské učiliště Budeč, kde se učil budoucí kníže Václav, současně název poukazoval na buditelství. Podle jeho představ byla původní Budeč slovanská a vzdělával se v ní nejen svatý Václav, ale i Libuše a Přemysl.

### Stavba budovy
Po získání příspěvků a půjček (které byly příčinou pozdějšího finančního krachu) především od představitelů šlechty, zakoupil Amerling 25. 4. 1841 pozemek v místech dnešního nároží pražských ulic Žitná a V tůních. Amerling se nastěhoval do zahradnické chalupy, která na pozemku stála a začal zde se svými přáteli hospodařit (pěstoval zeleninu). V opraveném domku se scházela tehdejší přední vlastenecká společnost, jako Pavel Josef Šafařík, Josef Václav Frič, Karel Havlíček Borovský a další. Po zajištění dalších prostředků formou darů a půjček byl základní kámen Budče položen 25. 6. 1842. Rozsáhlá třípatrová budova s věžičkou byla dokončena v říjnu 1842, pokračovalo její vybavování. Ještě před dokončením byla zahájena výuka řemeslníků, v plném rozsahu se výuka konala od jara 1843.

### Poslání a činnost Budče
V Budči se Amerling snažil o sloučení svých pedagogických představ s myšlenkami Komenského. Výuka postupovala od jednoduššího ke složitějšímu s prvky názornosti. Proto byla její součástí botanická zahrada, dílny, chemická laboratoř, nemocnice, tiskárna a knihovna a další prvky. Na financování náročného projektu se Amerling snažil zajistit soukromé příspěvky. Přesto se zadlužil a od roku 1843 do roku 1848 byla Budeč postupně rušena z politických a finančních důvodů.
Většinu žáků Budče tvořili posluchači učitelství a v nedělním vyučování starší učitelé, pro které byla doškolovacím zařízením. Navštěvovali ji však i osmi až devítiletí chlapci (po vyučování na německých školách). Vyučovalo se ve všední den od 6 do 22 hodin, v neděli od 8 do 10 a od 16 do 18 hodin. Učení bylo zdarma, pouze za použití nástrojů a přístrojů se vybíral mírný příspěvek. Vše, co žák vyrobil, náleželo jemu.
Mezi přední osobnosti Budče patřili kromě Amerlinga např. Bohuslava Rajská (1817–1852, druhá manželka Františka Ladislava Čelakovského), Šebestián Hněvkovský (1770–1847) či Josef Franta Šumavský (1796–1857).

## Jiné aktivity odkazující k Amerlingově Budči

### „Ženská“ Budeč
Tímto názvem se označuje ženská škola, která působila v letech 1845–1850 pod vedením Františky (Svatavy) Amerlingové (1812–1887, manželka Karla Slavoje Amerlinga), Josefa Wenziga a dalších. Do roku 1847 působila tato škola v Amerlingově Budči, po jejím zrušení působila samostatně v pražské Vodičkově ulici.
Na ni navázala škola pro ženy založená Spolkem Slovanek (později nazvaným Výbor dam pro ženské vychování), který tvořily Honorata Zapová (1825–1856) spolu s Johanou Fričovou (1809–1849, manželka dr. Josefa Friče) a Františkou Amerlingovou v roce 1850; ta zanikla v roce 1870.

### Posel z Budče
Pod názvem Posel z Budče. Časopis pro učitele, vychovatele a vůbec přátele mládeže vycházelo v letech 1848–1897 periodikum, do kterého Karel Slavoj Amerling za svého života přispíval.

### Učitelská Budeč
Učitelská Budeč nebo Učitelská jednota Budeč byly učitelské spolky zakládané od roku 1869 v mnoha českých městech, podle jejichž názvů se rozlišovaly. První z nich byla 22. května 1869 založená v Praze na Starém Městě z farní školy sv. Jakuba., a  Israelitischer Frauenverein na Smíchově, který podporoval chudé židovské rodiny, údajně již od roku 1794. Zprávy o jejich činnosti zveřejňovalo periodikum Beseda Učitelská

## Inspirace v literatuře
Zakladatelé Amerlingovy Budče inspirovali děj románu Vladimíra Macury (s fiktivním dějem a věrnými historickými reáliemi) Ten, který bude (část Informátor).

## Zajímavost
V budově bývalé Amerlingovy Budče se narodila spisovatelka Teréza Nováková (1853–1912).